# Pholidoptera
Pholidoptera is een geslacht van rechtvleugeligen uit de familie sabelsprinkhanen (Tettigoniidae). De wetenschappelijke naam van dit geslacht is voor het eerst geldig gepubliceerd in 1838 door Wesmaël.

## Soorten
Het geslacht Pholidoptera omvat de volgende soorten:
- Pholidoptera aptera Fabricius, 1793
- Pholidoptera augustae Tarbinsky, 1940
- Pholidoptera brevipes Ramme, 1939
- Pholidoptera dalmatica Krauss, 1879
- Pholidoptera dalmatina Maran, 1953
- Pholidoptera ebneri Ramme, 1931
- Pholidoptera fallax Fischer, 1853
- Pholidoptera femorata Fieber, 1853
- Pholidoptera frivaldskyi Herman, 1871
- Pholidoptera griseoaptera De Geer, 1773
- Pholidoptera guichardi Karabag, 1961
- Pholidoptera kalandadzei Kartsivadze, 1949
- Pholidoptera littoralis Fieber, 1853
- Pholidoptera lucasi Willemse, 1976
- Pholidoptera macedonica Ramme, 1928
- Pholidoptera pontica Retowski, 1888
- Pholidoptera pustulipes Fischer von Waldheim, 1846
- Pholidoptera rhodopensis Maran, 1953
- Pholidoptera satunini Uvarov, 1916
- Pholidoptera stankoi Karaman, 1960
- Pholidoptera tartara Saussure, 1874
- Pholidoptera transsylvanica Fischer, 1853